# Дворец изящных искусств (Мехико)
Дворе́ц изя́щных иску́сств (исп. Palacio de Bellas Artes, Паласио-де-Бельяс-Артес) — оперный театр и музей (архитектурный и художественный) в Мехико.
В начале XX века театр был известен как долгострой. Строительство театра продолжалось с 1904 по 1934 годы, хотя первоначально открытие намечалось на октябрь 1908 года.
Строительство в 1904 году начал итальянский архитектор Адамо Баори (1863 - 1928), а, в связи с разразившейся революцией, окончил мексиканский архитектор Федерико Марискаль (1881 - 1971) в 1934 году. Здание выстроено из каррарского мрамора, отличается исключительной пышностью декора в стилях боз-ар и ар-деко. Над оформлением стен работали прославленные мексиканские муралисты Диего Ривера, Альфаро Сикейрос и Хосе Клементе Ороско. Особенно известна философская фреска Диего Риверы «Человек на распутье» (1934 год).
В 1954 году в театре проходило прощание с женой Диего Риверы — Фридой Кало.

Третий этаж занимает Музей архитектуры.

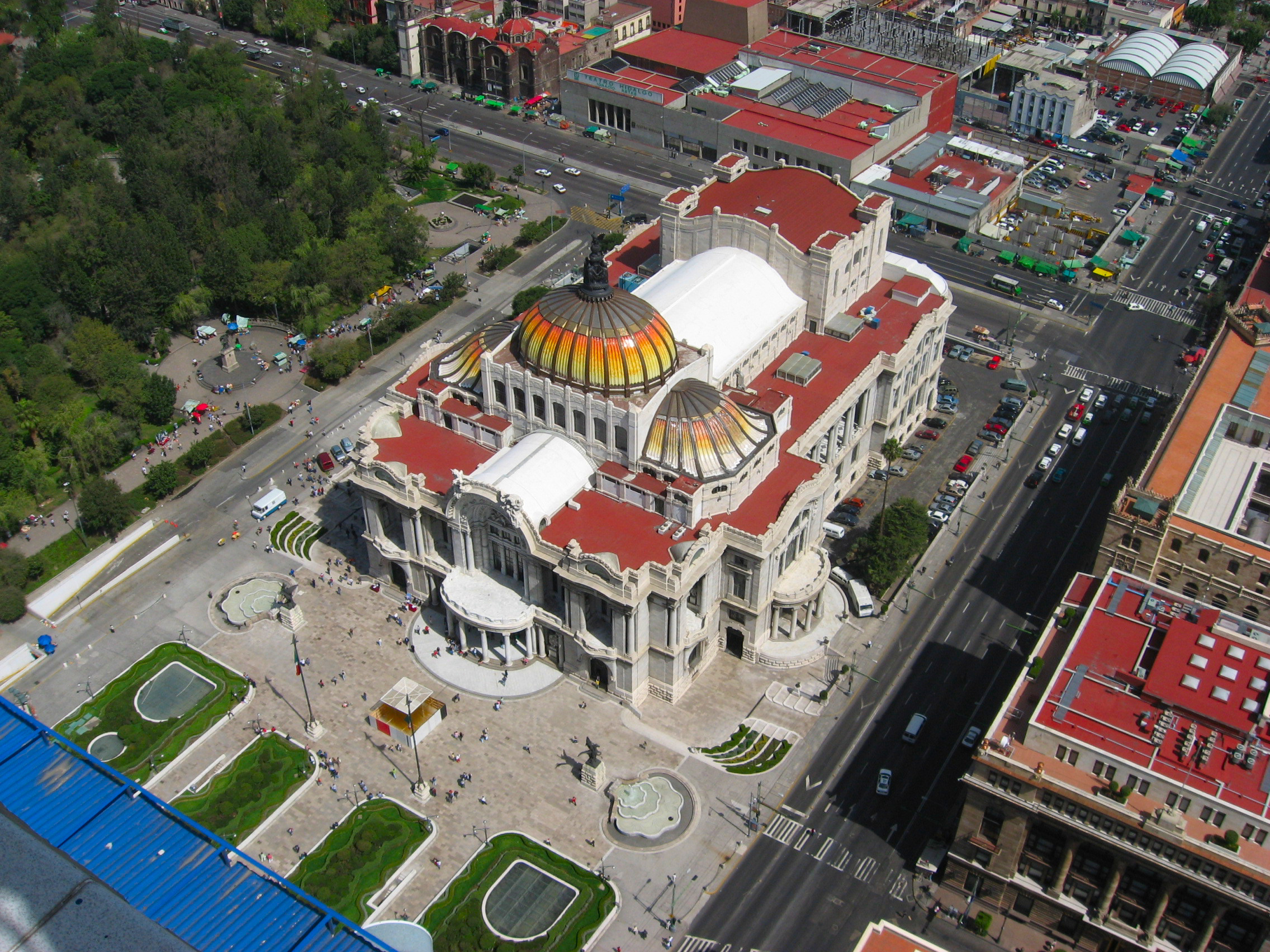
Вид со смотровой площадки Torre Latinoamericana
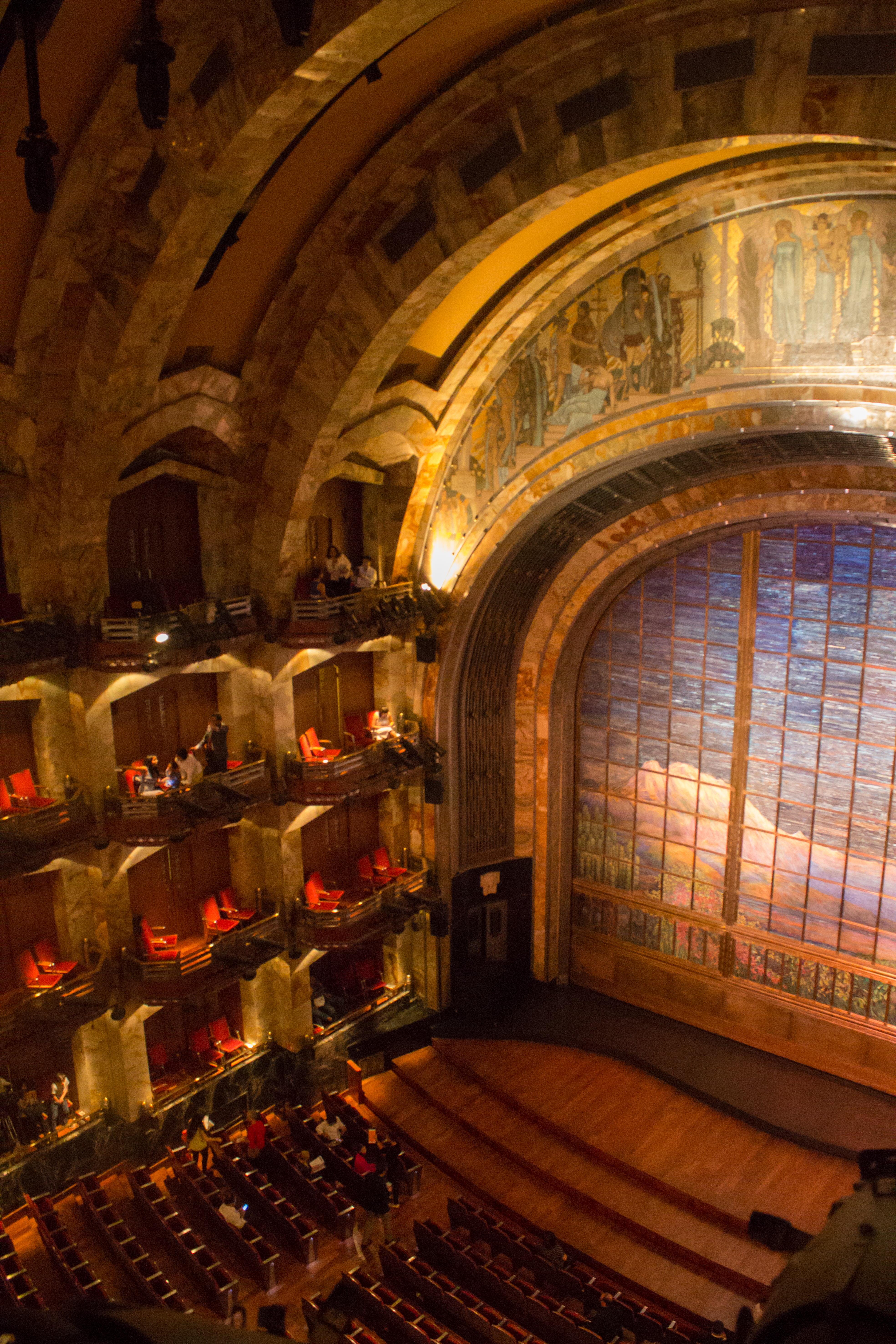
Интерьеры Дворца изящных искусств
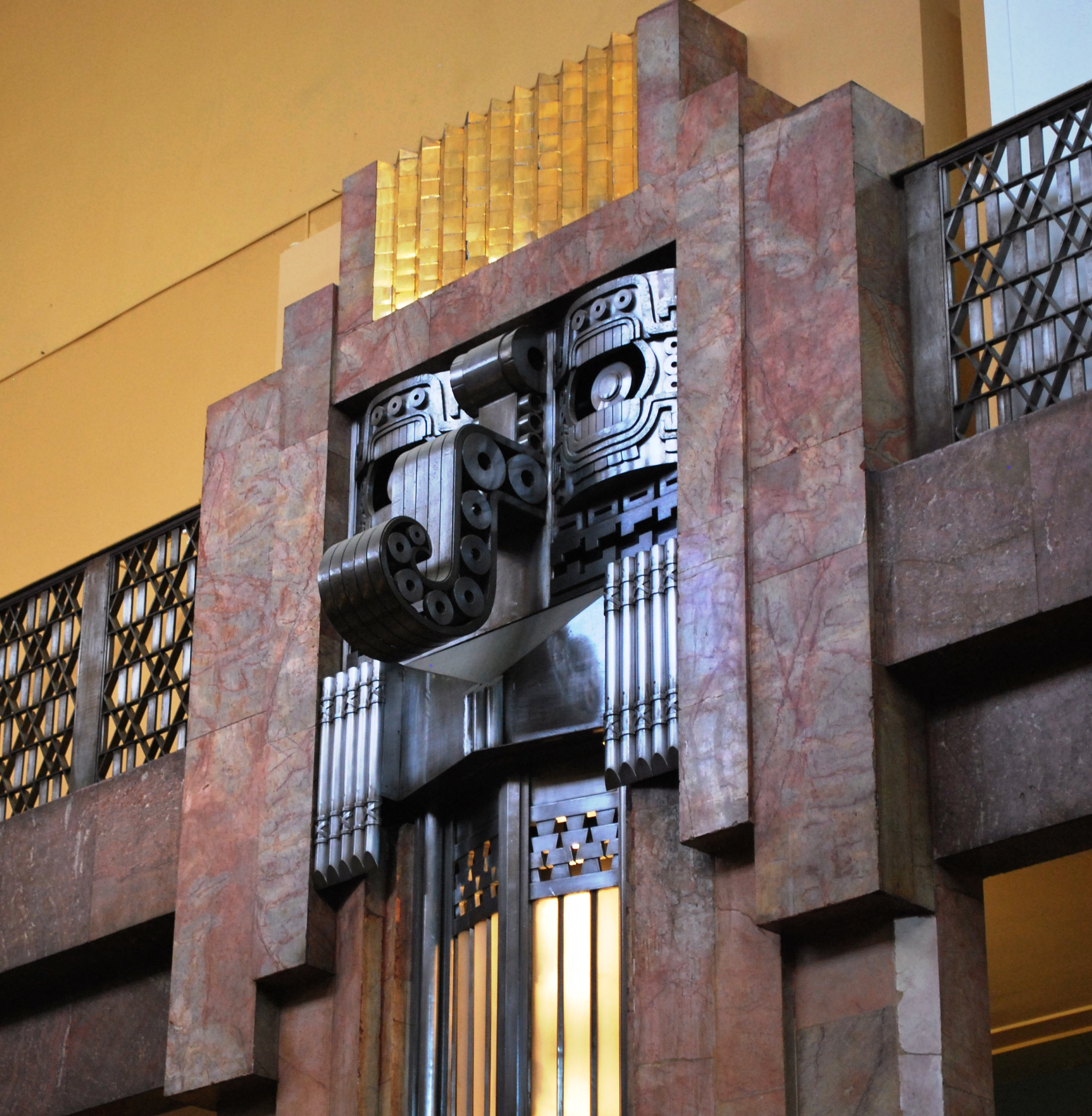
Деталь интерьера в виде бога Чака
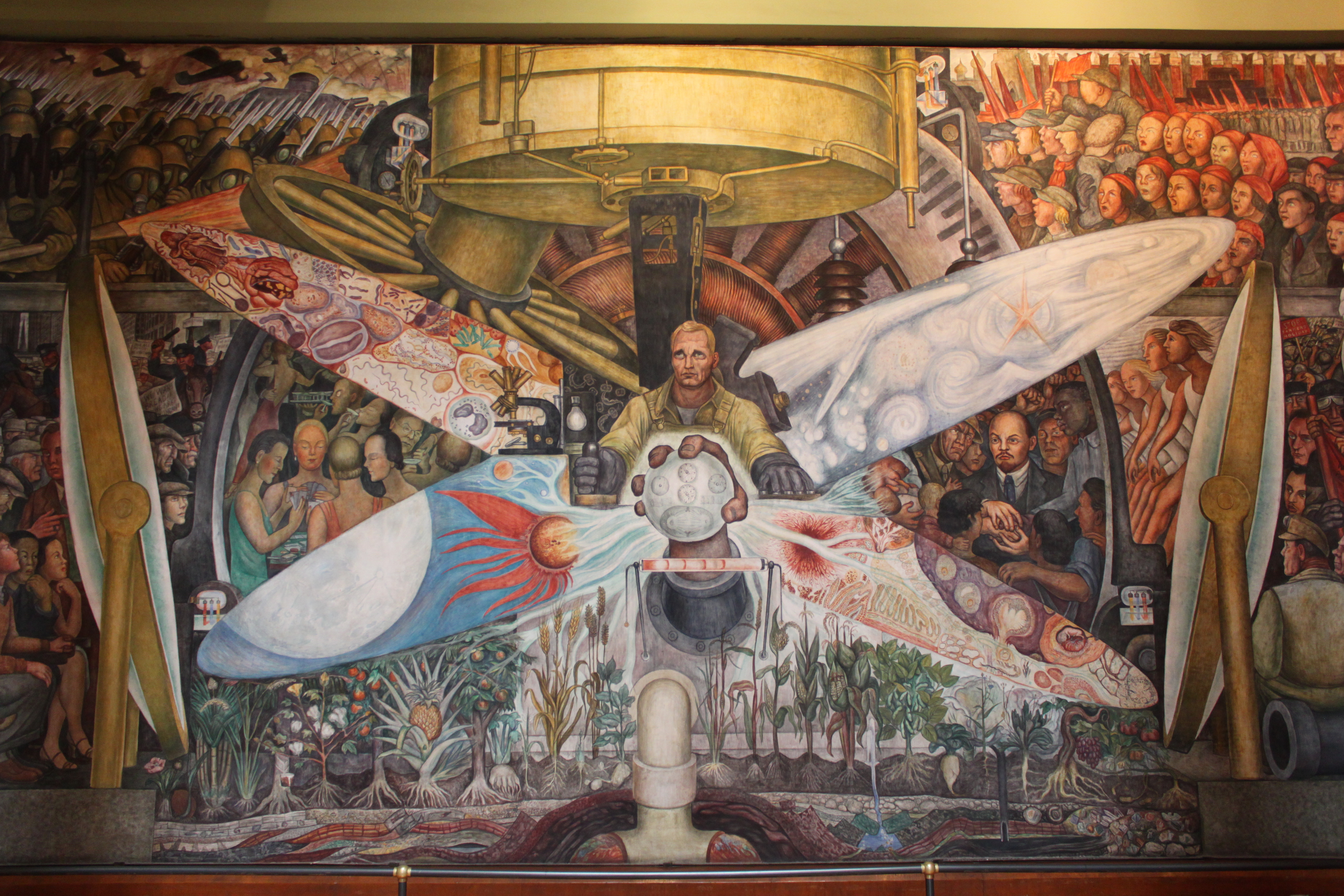
Диего Ривера «Человек на распутье», 1934